# Birdy
Jasmine Lucilla Elizabeth Jennifer van den Bogaerde (n. 15 mai 1996, Lymington, Anglia, Regatul Unit), cunoscută sub numele de scenă Birdy, este o cântăreață și compozitoare engleză. Ea a câștigat concursul Open Mic UK în 2008, când încă avea doar 12 ani. Primul ei single, o versiune a cântecului „Skinny Love” (Bon Iver) a fost un succes în Europa și Australia. Albumul său de debut, numit Birdy a fost lansat în data de 7 noiembrie 2011, iar al doilea album, Fire Within, a fost lansat în data de 23 septembrie 2013, ambele reprezentând alte succese ale ei. 

## Viața și educația
Birdy s-a născut la 15 mai 1996, în Lyminghton, Hampshire, Regatul Unit. Tatăl ei este Rupert Oliver Benjamin van der Bogaerde; mama ei este Sophia Patricia (născută Roper-Curzon) care este pianistă.Părinții ei s-au căsătorit în 1995 și au alți doi copii: Jake, născut în 1997 și Caitlin în 1999. Birdy a învățat să cânte la pian încă de la vârsta de 7 ani și a început să își scrie propria muzică la vârsta de 8 ani. Birdy a studiat la Brockenhurst College, un colegiu din New Forest, până în anul 2013. Bunicul ei este Căpitanul John Cristopher Ingram Roper-Curzon, al 20-lea Baron Teynham și membru al Aristocrației din Anglia. Unchiul acesteia este actorul Șir Dirk Bogarde, iar stră-stră-stră bunicul ei era belgian, restul strămoșilor ei au fost englezi și scoțieni.

## Carieră

### 2008-2012: Începutul carierei
Numele ei de scenă, Birdy (din engleză bird – pasăre) vine de la porecla pe care părinții ei i-au dat-o când aceasta a fost bebeluș pentru că își deschidea gura ca o mică pasăre atunci când o hrăneau. Familia și prietenii îi spuneau Birdy, în timp ce doar profesorii îi spuneau Jasmine, numele ei real. În 2008, la 12 ani, Birdy a câștigat concursul de talente din Marea Britanie, Open Mic UK. Ea a câștigat atât categoria "sub 18 ani" cât și marele premiu, concurând împotriva a 10.000 de alți participanți. Ea a cântat propriul ei cântec, numit "So Be Free", în fața unui public de 2.000 de persoane.
În 2009, Birdy a ținut un spectacol de pian live pentru BBC Radio 3, în cadrul Pianothon din Londra. În ianuarie 2011, la vârsta de 14 ani, Birdy a lansat un cover al piesei "Skinny Love" al lui Bon Iver. Cântecul a devenit primul ei hit în UK Singles Chart, ajungând pe poziția 17. Single-ul a fost ales drept "Înregistrarea anului" by UK radio DJ Fearne Cotton, fiind adăugat și în playlist-ul BBC Radio 1 după ce a fost lansat în martie 2011. Videoclipul oficial al piesei a fost regizat de Sophie Muller. Cântecul a apărut atât pe coloana sonoră a episodului "The Sun Also Rises" al serialului The Vampire Diaries, care a fost difuzat pe 5 mai 2011, cât și în serialul Being Human și a fost cântat de Birdy în cadrul episodului difuzat pe 20 martie 2012 în cadrul The Ellen DeGeneres Show. "Skinny Love" a fost pe primul loc în topuri și în Olanda.
De atunci, Birdy a reinterpretat numeroase melodii, inclusiv "The A Team" al lui Ed Sheeran și "Shelter" de ls The XX, care a fost difuzat în episodul "The End of the Affair" al serialului The Vampire Diaries. Pe data de 19 iulie 2011, Birdy a cântat în cadrul BBC Radio 1 Live Lounge. Albumul ei de debut a inclus coverurile deja consacrate (plus o piesă originală) a fost lansată pe 7 noiembrie 2011;albumul a ocupat locul 13 în UK, locul 40 în Irlanda și locul 1 în Belgia, Olanda și Austria. Pe data de 21 decembrie 2011, Birdy a primit Discul de Aur de la 3FM , pentru 25.000 de copii vândute al albumului de debut, pe care l-a donat pentru o licitație online. O zi mai târziu, Birdy a primit Discul de Aur și de la Studio Brussels și acesta fiind donat și vândut pentru 1.980 euro. În august 2012, albumul ei de debut a ajuns pe locul întâi și în Australia, singleurile "Skinny Love" și "People Help the People" ajungând pe locurile 2 respectiv 10. Pe 7 august 2012, Birdy lansează albumul "Live în London", care conține 8 cântece, printre care și "The A Team" și cântecul din coloana sonoră a filmului The Hunger Games, "Just a Game". Pe 29 august 2012, Birdy a cântat în deschiderea ceremoniei Jocurilor Paralimpice din Londra, piesa "Bird Gerhl" a lui Anthony Hegarty. Pe 16 februarie 2013 Birdy a cântat la Festivalul Muzical de la Sanremo, cel mai popular festival de muzică din Italia, difuzat de RAI.

### 2013-prezent
Birdy a anunțat lansarea celui de al doilea album, intitulat "Fire Within", printr-un video postat pe Youtube pe 10 iulie 2013. Videoclipul include scena cu Birdy în studio și în avanpremieră melodiile "Wings" și "No Angel", ambele apărând pe album. Primul single oficial, "Wings", a fost lansat pe 22 iulie 2013 și cel de-al doilea, "All You Never Say" a fost postat pe Youtube pe 15 august 2015. Cântecul "Wings" a făcut și el parte din coloana sonoră a serialului The Vampire Diaries, în episodul "Home", difuzat pe 15 mai 2014. Albumul a fost lansat pe 3 iunie 2013 în Anglia și în alte țări pe 23 septembrie 2013 și până în momentul de față a primit recenzii pozitive. În America de Nord, albumul a fost lansat pe 3 iunie 2014.
Birdy a contribuit cu trei cântece la coloana sonoră a filmului The Fault in Our Stars: "Tee Shirt", "Best Shot" (cu Jaymes Young) și "Not About Angels". În martie 2012, Birdy a fost una din artiștii care au contribuit la coloana sonoră a filmului The Hunger Games, cu single-ul "Just a Game".
În 2014 Birdy apare pe albumul Listen al lui David Guetta, având împreună piesa "I'll Keep Loving You".

## Discografie

### Birdy
1. 1901
2. Skinny Love
3. People Help the People
4. White Winter Hymnal
5. The District Sleeps Alone Tonight
6. I'll Never Forget You
7. Young Blood
8. Shelter
9. Fire and Rain
10. Without a Word
11. Terrible Love

### Fire Within
1. Wings
2. Heart of Gold
3. Light Me Up
4. Words As Weapons
5. All You Never Say
6. Strange Birds
7. Maybe
8. No Angel
9. All About You
10. Standing in the Way of the Light
11. Shine

Beautiful Lies
1. Growing pains
2. Shadow 
3. Keeping Your Head Up 
4. Deep End
5. Wild Horses 
6. Lost It All 
7. Silhouette 
8. Lifted 
9. Take My Heart 
10. Hear You Calling 
11. Words 
12.  Save Yourself 
13. Unbroken 
14. Beautiful Lies 

## Premii și nominalizări
| An   | Premiu                     | Categorie                                                               | Rezultat     |
| ---- | -------------------------- | ----------------------------------------------------------------------- | ------------ |
| 2013 | Premiile Grammy            | Best Song Written for Visual Media ("Learn Me Right" w/ Mumford & Sons) | Nominalizare |
| 2014 | BRIT Awards                | British Female Solo Artist                                              | Nominalizare |
| 2014 | Premiul Echo               | Female Solo Artist International                                        | Câștigat     |
| 2014 | Los Premios 40 Principales | Best International New Act                                              | Câștigat     |
| 2014 | Los Premios 40 Principales | Best International Album ("Fire Within")                                | Nominalizare |